# Mondragon, Vaucluse
Mondragon là một xã trong tỉnh Vaucluse thuộc vùng Provence-Alpes-Côte d'Azur ở đông nam nước Pháp. Xã này nằm ở khu vực có độ cao trung bình 23 mét trên mực nước biển.
Tại đây có đập Donzère-Mondragon qua sông Rhône.